# Duclair
Duclair ist eine französische Gemeinde mit 4017 Einwohnern (Stand: 1. Januar 2022) im Département Seine-Maritime in der Region Normandie. Sie gehört zum Kanton Barentin des Arrondissements Rouen. Die Einwohner werden Duclairois(es) genannt.

## Geografie
Duclair liegt an der Seine, rund 20 Kilometer westnordwestlich von Rouen im Regionalen Naturpark Boucles de la Seine Normande. Hier fließt die Austreberthe in die Seine. Umgeben wird Duclair von den Nachbargemeinden Saint-Paër im Norden, Saint-Pierre-de-Varengeville im Osten, Berville-sur-Seine im Südosten, Anneville-Ambourville im Süden, Yainville im Südwesten, Le Trait im Westen sowie Sainte-Marguerite-sur-Duclair im Nordwesten.
Durch die Gemeinde verläuft die frühere Route nationale 182.

## Geschichte

### Im 9. Jahrhundert
811 wurde Duroclarus erstmals urkundlich erwähnt.

### Bevölkerungsentwicklung
| Jahr | Einwohner |
| ---- | --------- |
| 1962 | 2492      |
| 1968 | 2705      |
| 1975 | 2975      |
| 1982 | 3487      |
| 1990 | 3822      |
| 1999 | 4163      |
| 2006 | 4100      |
| 2011 | 4139      |

## Sehenswürdigkeiten
- Kirche Saint-Denis, im 11. Jahrhundert errichtet, Glockenturm aus dem 12. Jahrhundert, An- und Umbauten im 16. Jahrhundert abgeschlossen, Monument historique seit 1862[1]
- Schloss Le Taillis, befestigte Anlage aus dem 13. Jahrhundert, mit Umbauten um 1530, seit 1996 Monument historique

- Schloss Cat Rouge, errichtet 1776

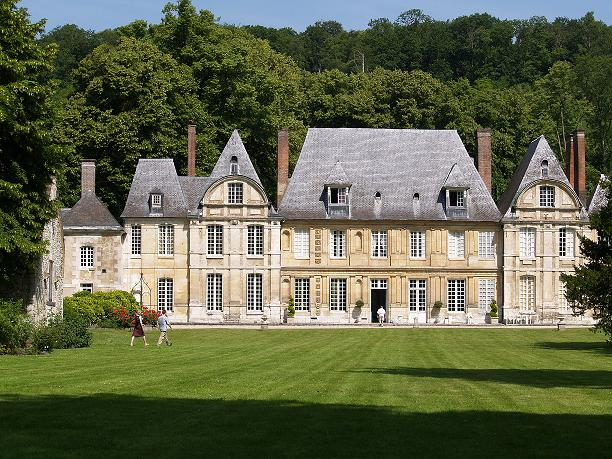
Schloss Le Taillis

- Reste des Cour du Mont, ehemaliges Besitztum der Abtei von Jumièges mit der Kapelle Sainte-Austreberthe

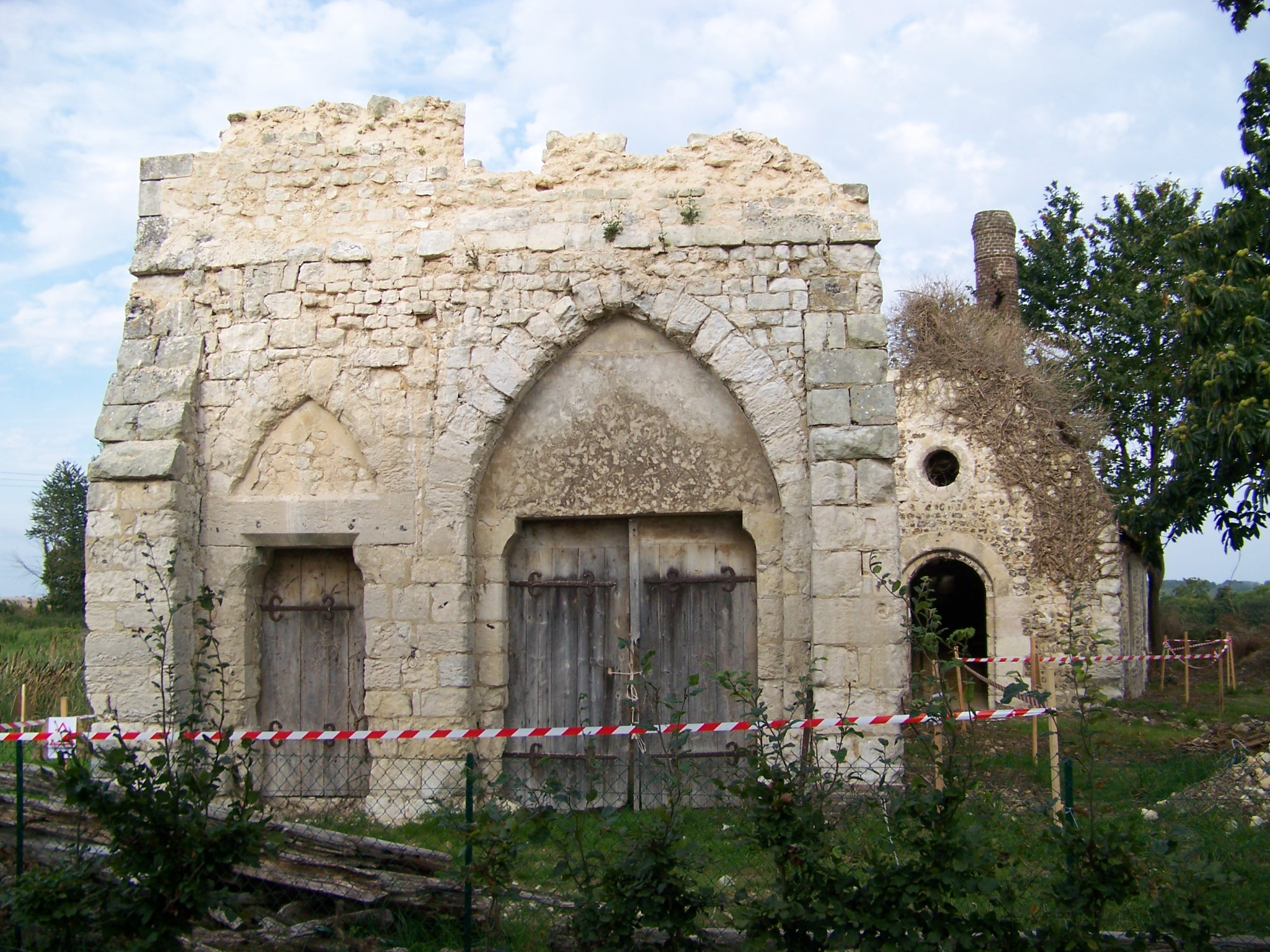
Reste der Kapelle Sainte-Austreberthe

## Persönlichkeiten
- Pierre Villette (1926–1998), Organist und Komponist

## Partnergemeinde
Mit den deutschen Gemeinden Ronnenberg in Niedersachsen und (bislang noch informell) Ronneburg bestehen Partnerschaften.

## Namensverwendung
Duclair ist der Name einer Entenrasse, die im Département Seine-Maritime gezüchtet wurde.